# Tadeusz Teodorowicz-Todorowski
Tadeusz Teodorowicz-Todorowski (ur. 25 czerwca 1907 we Lwowie, zm. 25 października 2001 w Gliwicach) – polski architekt, wykładowca akademicki.

## Życiorys
Od 1926 przez pięć lat studiował na Wydziale Architektury Politechniki Lwowskiej, a następnie otrzymał etat asystenta w kierowanej przez prof. Witolda Minkiewicza Katedrze Architektury II. Początkowo prowadził jedynie pracę dydaktyczną równocześnie stażując w wielu pracowniach, dzięki czemu zdobywał kolejne umiejętności i uprawnienia. Od 1935 prowadził prace projektowe, zrealizował dom własny we Lwowie, a także uczestniczył w czterech konkursach SARP. Do realizacji przeznaczono dwa projekty jego autorstwa, kościół św. Wincentego we Lwowie i kościół w Kołomyi. Po II wojnie światowej w ramach repatriacji znalazł się na Górnym Śląsku, od 1 listopada 1945 do 1953 zajmował stanowisko kierownicze w Katedrze Zabudowy Osiedli Wydziału Inżynieryjno-Budowlanego na Politechnice Śląskiej. Równocześnie kierował pracownią NMT (Nowe Miasto Tychy) w "Miastoprojekcie" Gliwice, gdzie zaprojektował Osiedle A w powstających od podstaw Nowych Tychach. W 1977 oddano do użytku zaprojektowany przez Tadeusza Teodorowicza-Todorowskiego gmach dla nowo powstałego Wydziału Architektury, w tym samym roku przeszedł na emeryturę. W wolnym czasie zajmował się malarstwem, fotografiką, poezją oraz podróżami i rajdami samochodowymi.

Spoczywa na Centralnym Cmentarzu Komunalnym w Gliwicach. Projekty

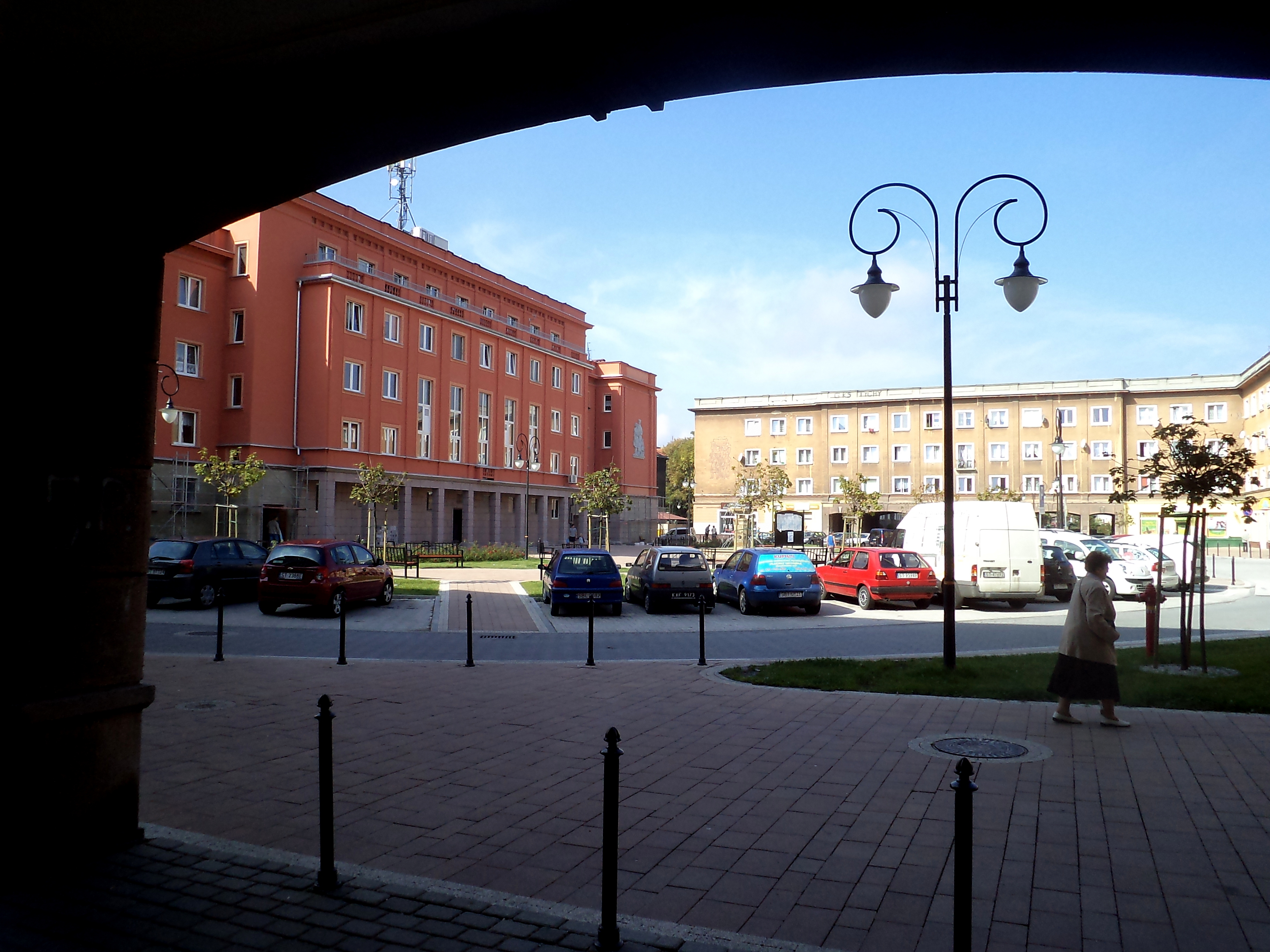
Osiedle A w Tychach

- Willa własna przy ul. Pomorskiej 45 we Lwowie (1935)[1],
- Projekt kościoła Księży Misjonarzy Lwów (1938)[1],
- Audytorium Wydziału Chemicznego w Gliwicach (1947)[1],
- Wydział Budownictwa w Gliwicach (1949-1952)[1],
- Odbudowa i przebudowa zniszczonego Haus Oberschlesien z przeznaczeniem na Urząd Miejski w Gliwicach (1949)[1],
- Osiedle mieszkaniowe A w Tychach (1951-1956)[1],
- Studencki Kino-Teatr X w Gliwicach (1959)[1],
- Osiedle mieszkaniowe Śródmieście w Sosnowcu (1954)[1],
- Szkoła w Sosnowcu (1958)[1],
- Klub MPiK w Gliwicach (1959[1]),
- Hala Technologiczna Wydziału Inżynierii Sanitarnej w Gliwicach (1970)[1],
- Wydział Architektury wraz z pomnikiem w Gliwicach (1972)[1]
- Laboratorium Wydziału Budownictwa w Gliwicach (1973)[1].